# Vaalbara
Vaalbara ist in der Erdgeschichte ein hypothetischer Kontinent, der im obersten Neoarchaikum bis ins untere Paläoproterozoikum vor etwa 2,7 bis etwa 2,5 Milliarden Jahren existiert haben könnte. Die Existenz dieses erdgeschichtlichen Kontinents ist durch neuere Untersuchungen weiter bestätigt worden. Dagegen ist die Existenz des höchst spekulativen hypothetischen Kontinents Ur durch die relative Position der beiden konstituierenden Kratone, dem Kaapvaal-Kraton in Südafrika und dem Pilbara-Kraton in Westaustralien quasi widerlegt.

## Namensgebung und Bestandteile
Der Name Vaalbara bzw. der erdgeschichtliche Kontinent wurde von Erik S. Cheney, C. Roering und E. Stettler 1988 vorgeschlagen bzw. postuliert. Er besteht aus dem Kaapvaal-Kraton in Südafrika und dem Pilbara-Kraton in Westaustralien. Dabei lag der Pilbara-Kraton rotiert um 60° im Uhrzeigersinn nordwestlich des Kaapvaal-Kratons bezogen auf die heutige Nordrichtung des Transvaal-Kratons. Der Name wurde aus dem Namensbestandteil -vaal des Kaapvaal-Kratons und dem Namensbestandteil -bara des Pilbara-Kratons gebildet.

Kaapvaal-Kraton
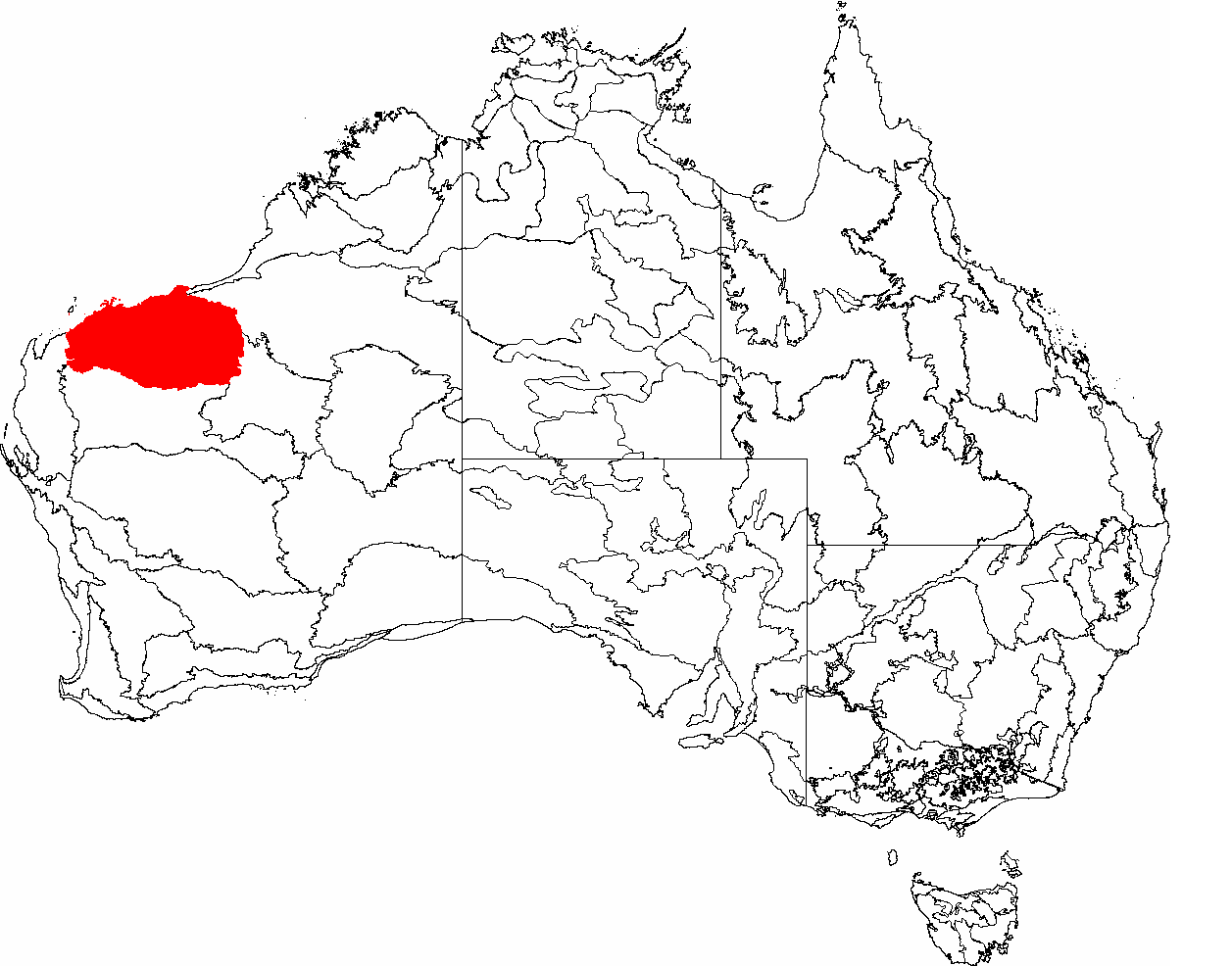
Pilbara-Region

## Vaalbara als erdgeschichtlicher Kontinent
Die ältesten Gesteine in beiden Kratonen sind die überwiegend mafischen bis ultramafischen Gesteine der Onverwacht-Gruppe Südafrikas und der Warrawoona-Gruppe in Westaustralien. Sie werden als Fragmente eines Inselbogen-Komplexes interpretiert. Beide Sequenzen enthalten an der Basis mafische und ultramafischen Gesteine, die im höheren Teil von klastischen Kieselschiefern überlagert werden. Diese Kieselschiefer werden heute auf 3,47 Milliarden Jahre datiert und ergeben damit auch ein Mindestalter für die darunter liegenden Gesteine. Aus ihnen wurden mit die ältesten Mikrofossilien beschrieben. Die Kieselschiefer werden wiederum überlagert von Kissenlaven, die selbst nicht konkordant überlagert werden von vulkanisch-felsischen Komplexen. 
Noch vor 3,45 Milliarden wurden beide Kratone schwach deformiert. Nach 3,3 Milliarden Jahre erfolgte eine starke Deformation beider Blöcke. Zwischen 2780 und 2720 Millionen Jahren intrudierten Granite in den Kaapvaal-Kraton, die bisher noch keine Äquivalente im Pilbara-Kraton haben. Darüber folgte eine Abtragungsphase, und über diesen konsolidierten Kernen lagern diskordant sedimentäre, nur schwach metamorphe Folgen, die zeigen, dass die beiden Kratone spätestens vor ca. 2,7 Milliarden Jahren konsolidiert waren. Die sedimentären Abfolgen von Pilbara-Kraton und Kaapvaal-Kraton lassen sich im Zeitraum zwischen 2717 und 2495 Millionen Jahren (Neoarchaikum bis unterstes Paläoproterozoikum) direkt korrelieren. Die Schelf-Becken-Grenze verlief von Nordwesten nach Südosten und ist auf beiden Blöcken gut dokumentiert. An der Basis der neoarchaischen Abfolge ist eine Impakt-Lage eingeschaltet, die eine weitere, gute Korrelation erlaubt. Dies bedeutet, dass die beiden alten Kontinentalkerne bis mindestens vor etwa 2,5 Milliarden Jahren zusammenhingen. Der Kaapvaal-Kraton lag damals auf 52,5° nördlicher Breite. Die weitere Geschichte des Vaalbara-Kontinents ist unsicher, da die sedimentäre Abfolge abbricht. Die regionalmetamorphen Ereignisse, die mit der Intrusion des Bushveld-Komplexes (um 2045 Millionen Jahre) und der Entstehung des Vredevort-Impakts (2025 Millionen Jahre) verbunden waren, sind auf dem Pilbara-Kraton nicht dokumentiert. Dies bedeutet, dass die Trennung der beiden Kratone vorher stattgefunden hat.